# John Manners, III duca di Rutland
John Manners, III duca di Rutland (21 ottobre 1696 – 29 maggio 1779), è stato un politico inglese.

## Biografia
Era il figlio maggiore di John Manners, II duca di Rutland, e della sua seconda moglie, Catherine Russell.
Nel 1721 succedette al padre e prese il suo posto nella Camera dei lord. Fu un esponente del partito Whig. Ha tenuto una serie di posizioni di governo e a corte tra cui Lord Luogotenente del Leicestershire (1721-1779), Cancelliere del Ducato di Lancaster (1727-1736), Lord Steward della Casa (1755-1761) e Magister equitum (1761-1766).
Nel 1722 è diventato un Cavaliere dell'Ordine della Giarrettiera e nel 1727 è stato giurato del Privy Council. Ha sostenuto la creazione di London 's Foundling Hospital ed è stato uno dei suoi fondatori quando ha ricevuto il suo Royal Charter nel 1739.

## Matrimonio
Nel 1717 sposò Bridget Sutton, erede di Robert Sutton, II barone Lexinton. Ebbero undici figli:
- Lady Catherine Manners Rachel (1718);
- Lady Manners Caroline (1719);
- Lady Frances e Lady Manners Bridget (? - 30 dicembre 1719);
- John Manners, marchese di Granby (1721-1770);
- Lord Robert Manners-Sutton (1722-1762);
- Lord George Manners-Sutton (1723-1783);
- Lord William Manners (29 luglio 1724 - 11 marzo 1730);
- Lady Leonora Manners (? - 1740);
- Lady Frances Manners (1726 - 3 febbraio 1739);
- Lord Frederick Manners (1728).

## Ascendenza
|                                   |                                    |                                             | Genitori                                     |  |  | Nonni |  |  | Bisnonni                            |  |  | Trisnonni      |  |
|                                   |                                    |                                             |                                              |  |  |       |  |  | John Manners, VIII conte di Rutland |  |  | George Manners |  |
|                                   |                                    |                                             |                                              |  |  |       |  |  | John Manners, VIII conte di Rutland |  |  | George Manners |  |
|                                   |                                    | Grace Pierrepont                            |                                              |  |  |       |  |  | John Manners, VIII conte di Rutland |  |  |                |  |
| John Manners, I duca di Rutland   |                                    |                                             |                                              |  |  |       |  |  | John Manners, VIII conte di Rutland |  |  |                |  |
|                                   |                                    | Frances Montagu                             | Edward Montagu, I barone Montagu di Boughton |  |  |       |  |  |                                     |  |  |                |  |
|                                   |                                    | Frances Montagu                             | Edward Montagu, I barone Montagu di Boughton |  |  |       |  |  |                                     |  |  |                |  |
|                                   |                                    | Frances Montagu                             | Frances Cotton                               |  |  |       |  |  |                                     |  |  |                |  |
| John Manners, II duca di Rutland  |                                    | Frances Montagu                             |                                              |  |  |       |  |  |                                     |  |  |                |  |
|                                   |                                    | Baptist Noel, III visconte Campden          | Edward Noel, II visconte di Campden          |  |  |       |  |  |                                     |  |  |                |  |
|                                   |                                    | Baptist Noel, III visconte Campden          | Edward Noel, II visconte di Campden          |  |  |       |  |  |                                     |  |  |                |  |
|                                   |                                    | Baptist Noel, III visconte Campden          | Juliana Noel                                 |  |  |       |  |  |                                     |  |  |                |  |
| Catherine Noel                    |                                    | Baptist Noel, III visconte Campden          |                                              |  |  |       |  |  |                                     |  |  |                |  |
|                                   |                                    | Elizabeth Bertie                            | Montagu Bertie, II conte di Lindsey          |  |  |       |  |  |                                     |  |  |                |  |
|                                   |                                    | Elizabeth Bertie                            | Montagu Bertie, II conte di Lindsey          |  |  |       |  |  |                                     |  |  |                |  |
|                                   |                                    | Elizabeth Bertie                            | Martha Cokayne                               |  |  |       |  |  |                                     |  |  |                |  |
| John Manners, III duca di Rutland |                                    | Elizabeth Bertie                            |                                              |  |  |       |  |  |                                     |  |  |                |  |
|                                   | William Russell, I duca di Bedford | Francis Russell, IV conte di Bedford        |                                              |  |  |       |  |  |                                     |  |  |                |  |
|                                   | William Russell, I duca di Bedford | Francis Russell, IV conte di Bedford        |                                              |  |  |       |  |  |                                     |  |  |                |  |
|                                   | William Russell, I duca di Bedford | Catharine Brydges                           |                                              |  |  |       |  |  |                                     |  |  |                |  |
| William Russell, lord Russell     | William Russell, I duca di Bedford |                                             |                                              |  |  |       |  |  |                                     |  |  |                |  |
|                                   |                                    | Anne Carr                                   | Robert Carr, I conte di Somerset             |  |  |       |  |  |                                     |  |  |                |  |
|                                   |                                    | Anne Carr                                   | Robert Carr, I conte di Somerset             |  |  |       |  |  |                                     |  |  |                |  |
|                                   |                                    | Anne Carr                                   | Frances Howard                               |  |  |       |  |  |                                     |  |  |                |  |
| Catherine Russell                 |                                    | Anne Carr                                   |                                              |  |  |       |  |  |                                     |  |  |                |  |
|                                   |                                    | Thomas Wriothesley, IV conte di Southampton | Henry Wriothesley, III conte di Southampton  |  |  |       |  |  |                                     |  |  |                |  |
|                                   |                                    | Thomas Wriothesley, IV conte di Southampton | Henry Wriothesley, III conte di Southampton  |  |  |       |  |  |                                     |  |  |                |  |
|                                   |                                    | Thomas Wriothesley, IV conte di Southampton | Elizabeth Vernon                             |  |  |       |  |  |                                     |  |  |                |  |
| Rachel Wriothesley                |                                    | Thomas Wriothesley, IV conte di Southampton |                                              |  |  |       |  |  |                                     |  |  |                |  |
|                                   |                                    | Rachel de Massue de Rouvigny                | Daniel de Massue, signore di Rouvigny        |  |  |       |  |  |                                     |  |  |                |  |
|                                   |                                    | Rachel de Massue de Rouvigny                | Daniel de Massue, signore di Rouvigny        |  |  |       |  |  |                                     |  |  |                |  |
|                                   |                                    | Rachel de Massue de Rouvigny                | Madeleine de Pinot des Fontaines             |  |  |       |  |  |                                     |  |  |                |  |
|                                   |                                    | Rachel de Massue de Rouvigny                |                                              |  |  |       |  |  |                                     |  |  |                |  |